# Landsberg am Lech
Landsberg am Lech er en by i det sydvestlige Bayern i Tyskland, omkring 50 kilometer vest for München og 35 kilometer syd for Augsburg.
Det var i Landsberg fængsel i denne by, hvor Adolf Hitler sad i 1924 og forfattede første halvdel af "Mein Kampf". I 1944 oprettedes en KZ-lejr, der efter krigen blev en af de største lejre for jødiske flygtninge fra Sovjetunionen. Den lukkede i efteråret 1950.